# Pierre Brisdoux Galloni d'Istria
Pierre Brisdoux Galloni d'Istria (20 octobre 1914 - 8 décembre 1944) est un aviateur français de la Seconde Guerre mondiale, Compagnon de la Libération.
Natif d'Alger, Pierre Brisdoux Galloni d'Istria, docteur en droit, titulaire du brevet de pilote civil, officier de réserve de l'Armée de l'air, rejoint l'aviation dès 1939. Sous-lieutenant notamment sur la Base aérienne 122 Chartres-Champhol en mars 1940, au Centre d'Instruction de la Chasse, il tente de passer en Angleterre dès le 18 juin 1940.
Après ce premier échec, il passe en Algérie et tente de rejoindre le Cameroun. Il est capturé mais s'échappe de Colomb-Béchar (ou pendant leur traversée du désert du Ténéré car ils sont faits prisonniers par des méharistes). Toujours avec son ami l'aspirant Louchet, il s'enfuit à nouveau et rejoint le Tchad par un trajet de 12 000 km à travers le désert.
Accueilli par le général de Gaulle en personne, il s'engage dans les Forces aériennes françaises libres et rejoint en 1941 le groupe de chasse Alsace, avec lequel il fait les campagnes de Syrie et de Libye en 1942. Il est lieutenant en mars 1942.
En 1943, il rejoint la Grande-Bretagne et le groupe de chasse Île-de-France (le No. 340 "free french" Squadron), avec lequel il participe au débarquement. En août 1944, il est affecté au No. 198 "killer Squadron", sous les ordres du commandant Yves Ezanno.
Il est abattu le 8 décembre 1944 lors d'une attaque sur le quartier général de l'organisation Todt près d'Utrecht (Hoevelaken) : ils sont 8 Typhoons à partir ce jour-là. Le lieutenant Brisdoux est le numéro 2. Lors du piqué sous une forte DCA ennemie, son leader voit sur la droite l'avion du lieutenant en flammes et partir en virages engagés ; quelques secondes plus tard, c'est la même chose pour l'ailier gauche qui s'écrase au sol.

## Décorations et hommage
- Chevalier de la Légion d'honneur
- Compagnon de la Libération à titre posthume par décret du 28 mai 1945[3]
- Croix de guerre 1939–1945 (4 citations)
- Médaille de la Résistance française avec rosette par décret du 5 juin 1945[4]
- Médaille des évadés
- Médaille coloniale avec agrafe « Libye »
- Son nom figure sur le monument aux morts du cimetière militaire de Kapelle.

## Biographie
Biographie sur le site de l'Ordre de la Libération : https://www.ordredelaliberation.fr/fr/compagnons/pierre-brisdoux-galloni-distria